# Словенски бројеви
Словенске цифре су цифре којима су се служили стари Словени у 10. веку ради означавања бројева у азбучном систему нумерације. Сматра се да је Ћирило (умро је 869. године), један од састављача словенске азбуке, увео азбучно означавање бројева. Бројеви су изведени из јонског система који су користили Византинци, из слова која одговарају словима грчке азбуке. Тај словенски систем се називао ћирилицом.
Глагољица, други словенски начин означавања бројева, нема подударности са јонским системом. Ту је вредност слова одговарала његовом месту у алфабету. У оба система се над слово стављао знак титла да би значио број.
"Мали број“ је био словенски назив за именовање виших декадних степена броја 10, у којима су бројеви били мањи од {\displaystyle 10^{6}=1.000.000}.
"Велики број“ била је следећа групација већих бројева, све до {\displaystyle 10^{50}}.
При томе су исти називи у једној и другој групацији бројева значили различите бројеве. На пример: 
Тама, је 10.000 у „малом броју“, односно 1.000.000 у „великом броју“.
Легион је 10 тама у „малом броју“, односно тама тама у „великом броју“.
Слова азбуке која су одговарала бројевима 1 - 9 заокружена пуним кругом означавала су таме, заокружена тачкастим кругом легионе, а заокружена зракастим кругом леодре.
Леодар је 10 легиона у „малом броју“, односно 1.000.000 у „великом броју“.
Легион легиона је {\displaystyle 10^{24}} у „великом броју“.
Леодар леодара је {\displaystyle 10^{48}} и називан је гавран.
Број {\displaystyle 10^{50}} звао се клада, трупац.